# Sorex rohweri
Sorex rohweri (Мідиця олімпійська) — вид роду мідиць (Sorex) родини мідицевих (Soricidae).

## Поширення
Країни поширення: Канада (Британська Колумбія), США (Вашингтон). Живе від рівня моря до 700 м над рівнем моря. Займає велику різноманітність наземного середовища проживання крім зон, де дуже мало або немає рослинності.